# Dendroicius hotaruae
Espèce
Dendroicius hotaruae est une espèce d'araignées aranéomorphes de la famille des Salticidae.

## Distribution
Cette espèce est endémique du Yunnan en Chine,. Elle se rencontre dans le xian de Mengla.

## Description

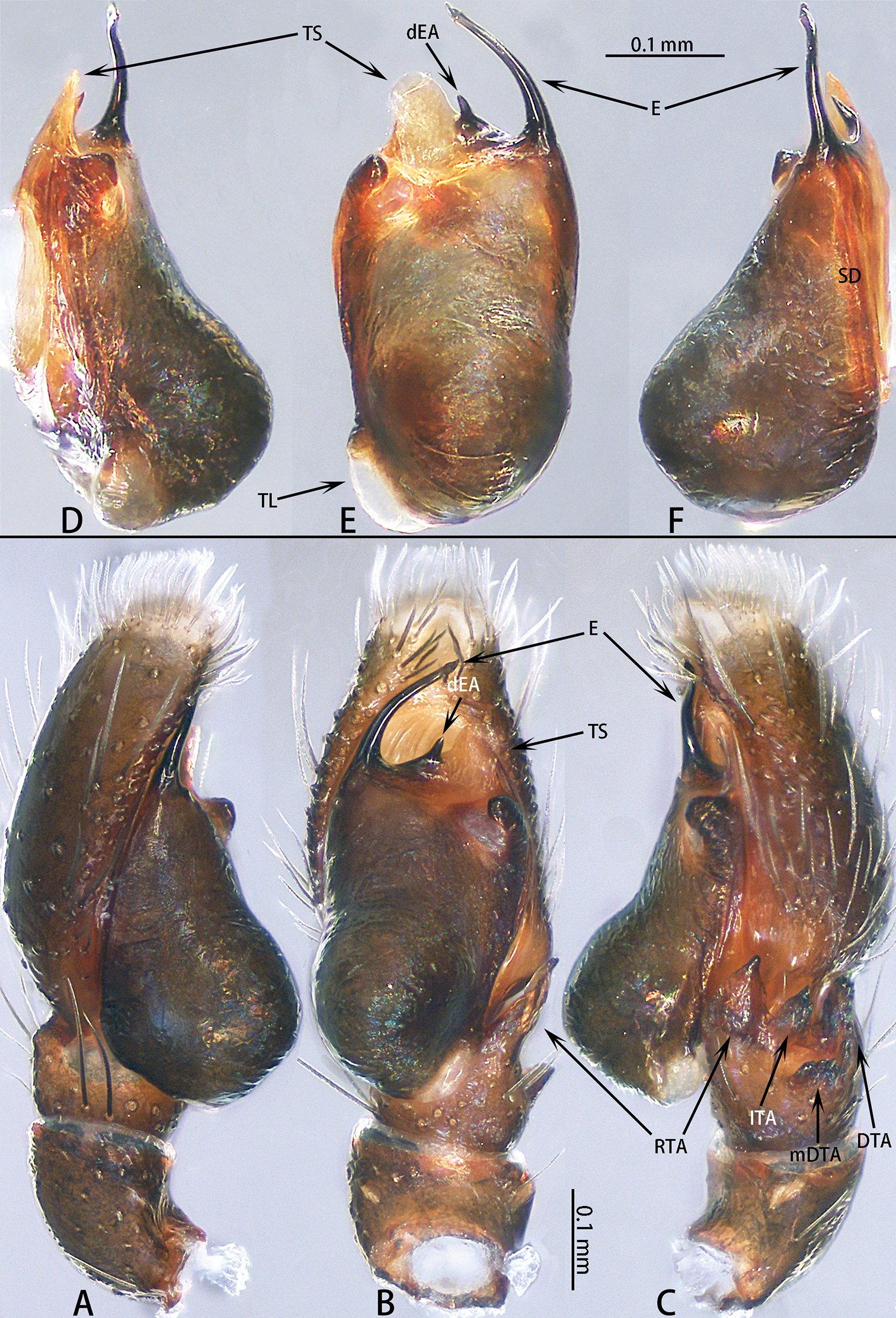
Dendroicius hotaruae ♂

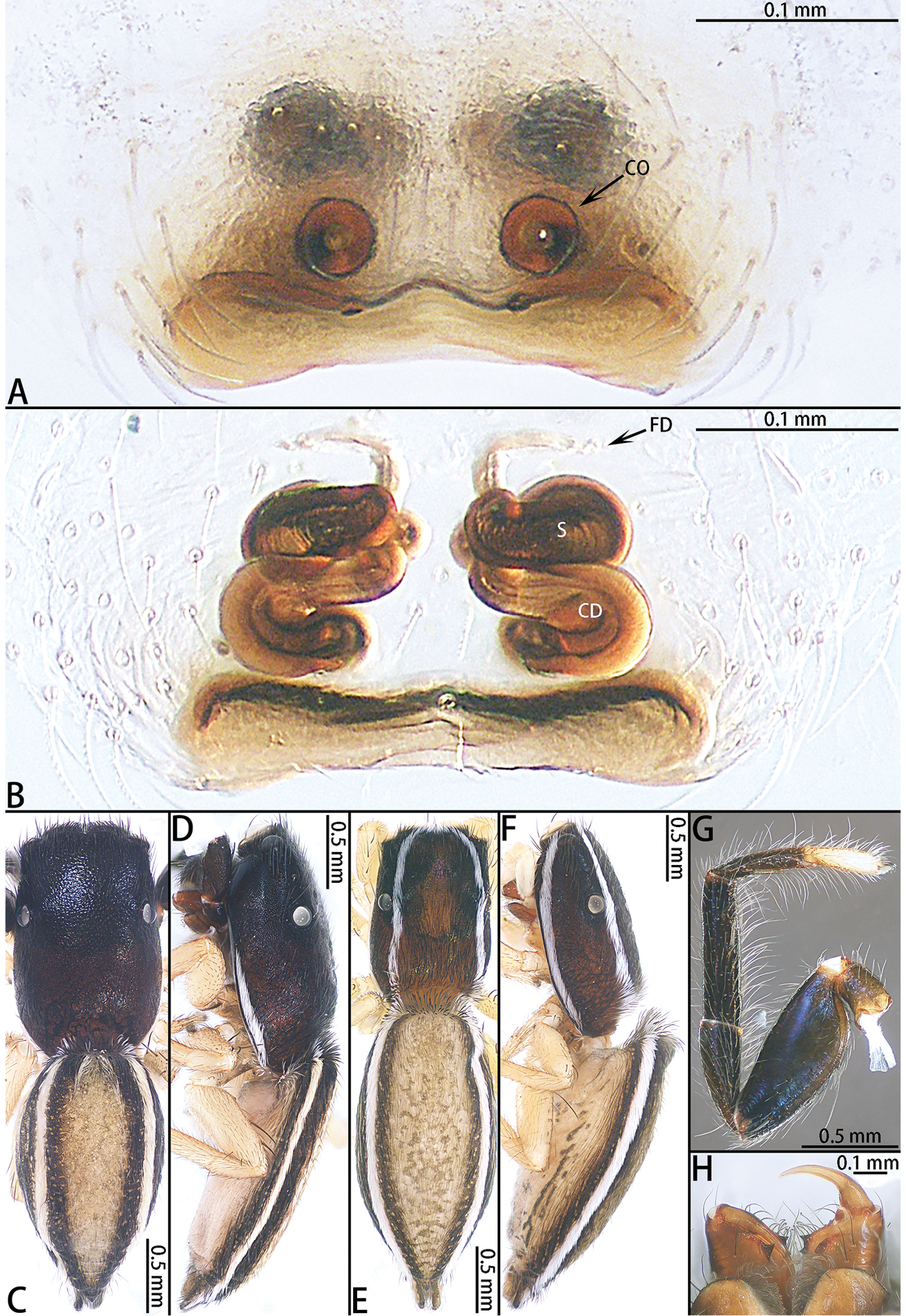
Dendroicius hotaruae

Le mâle holotype mesure 3,24 mm et la femelle 3,52 mm.

## Systématique et taxinomie
Cette espèce a été décrite par Lin et Li en 2020.

## Étymologie
Cette espèce est nommée en l'honneur de Hotaru Amamiya.

## Publication originale
- Lin & Li, 2020 : « Two new genera and eight new species of jumping spiders (Araneae, Salticidae) from Xishuangbanna, Yunnan, China. » ZooKeys, no 952, p. 95-128 (texte intégral).